# Efekt porozumienia
Efekt porozumienia – piąty album rapera Tomasza Chady i producenta muzycznego RX-a, którego premiera odbyła się 6 grudnia 2014 roku. Płyta została w całości wyprodukowana przez producenta muzycznego Rafała „RX” Sielawa.
14 października 2014 roku został wydany singel promujący album pt. „Słuchasz na własne ryzyko” z gościnnym udziałem Hukosa i Maskota do którego powstał teledysk. Klipy zrealizowano także do utworów „Manewry miłosne” oraz „Mój własny porządek”.
Na albumie wystąpili gościnnie m.in.: Hukos, KaeN, AK-47, Shellerini, Rytmus oraz Sobota.
Wydawnictwo zadebiutowało na 3. miejscu notowania OLiS i uzyskało status platynowej płyty.

## Lista utworów
Źródło.
1. „Słuchasz na własne ryzyko” (gościnnie: Hukos, Maskot)
2. „Efekt porozumienia” (gościnnie: KaeN, Z.B.U.K.U)
3. „Proceder” (gościnnie: Mafatih, AK-47)
4. „O ciszy zapomnij” (gościnnie: Shellerini, Mafatih)
5. „Mój własny porządek” (gościnnie: Z.B.U.K.U)
6. „Nie zatrzyma mnie nikt” (gościnnie: Rytmus)
7. „Ulica ściany płaczu” (gościnnie: Mafatih)
8. „Kiedy jak nie dziś”
9. „Innego życia nie znam”
10. „Nie będziemy płakać” (gościnnie: Sobota)
11. „Miało być inaczej” (gościnnie: zDolne Przedmieście)
12. „Manewry miłosne” (gościnnie: Z.B.U.K.U, Bezczel)
13. „Pierwsza linia frontu” (gościnnie: Z.B.U.K.U, Diox)
14. „Fundament” (gościnnie: Heavy Mental)
15. „Nie zabieraj mnie stąd” (gościnnie: Kinga Kielich)